# Attentato di Vienna del 2020
L'attentato di Vienna del 2020 è stato un attacco terroristico perpetrato il 2 novembre 2020 attraverso una serie di sparatorie nel centro storico di Vienna, in Austria. L'attentato è tra i più gravi avvenuti nel paese da quello del 1985.

## Descrizione
Un uomo armato in solitaria ha aperto il fuoco con un fucile d'assalto nel centro storico della città. Quattro civili sono rimasti uccisi nell'attacco e altri 23 sono rimasti feriti, sette in modo grave, tra cui un agente di polizia. L'aggressore, che è stato poi ucciso dalla polizia, è stato identificato come un simpatizzante dell'ISIS. I funzionari governativi austriaci hanno affermato che è stato un attacco terroristico di matrice estremista islamista.
L'Innere Stadt di Vienna è stata già teatro di un attacco alla sinagoga nel 1981, che ha provocato la morte di due persone e trenta feriti. 
L'attacco è iniziato nella sera del 2 novembre 2020 intorno alle 20:00 a Schwedenplatz a Vienna, quando un uomo ha iniziato a sparare con un fucile d'assalto contro dei civili lungo le strade e nei locali della movida. Era anche armato di pistola e machete.
Inizialmente è stato riferito dalla polizia e dai funzionari che più uomini pesantemente armati hanno aperto il fuoco con dei fucili e che uno degli uomini armati indossava una finta cintura di esplosivi. Successivamente è stato confermato che c'era un solo attentatore, che indossava una finta cintura esplosiva. I rapporti iniziali indicavano anche che la principale sinagoga di Vienna, la vicina Stadttempel, avrebbe potuto essere l'obiettivo dell'attacco, tuttavia, la sinagoga non è stata presa di mira direttamente. Un poliziotto è stato ferito gravemente fuori dalla sinagoga. L'autore ha attaccato altri sei luoghi nella zona, sparando principalmente a passanti e persone nei ristoranti, da caffè e bar in Judengasse e Seitenstettengasse nel centro di Vienna. La sparatoria è avvenuta quattro ore prima dell'inizio del nuovo lockdown nazionale con le nuove restrizioni per impedire il diffondersi del contagio da COVID-19. L'autore è stato identificato in Kujtim Fejzullai, 20 anni. Fu colpito e ucciso alle 20:09 dalla polizia. In seguito l'ISIS ha rivendicato l'attacco.